# Conservatorism național
Conservatorismul național sau conservatorismul naționalist este o variantă a conservatorismului comună în Europa și Asia care se concentrează pe susținerea identității naționale și culturale, combinând de obicei această preocupare naționalistă cu atitudini conservatoare care promovează valorile tradiționale. Împărtășește caracteristicile conservatorismului tradiționalist și conservatorismului social, având în vedere modul în care cele trei variații se concentrează pe conservare și tradiție. Întrucât conservatorismul național încearcă să păstreze interesele naționale, conservatorismul tradițional pune accentul pe instituțiile ancestrale. În plus, conservatorismul social subliniază o atitudine patriarhală și restrictivă în ceea ce privește comportamentul moral pentru a-și păstra statutul tradițional în societate. Partidele național-conservatoare au adesea rădăcini în medii cu o bază rurală, tradiționalistă sau periferică, în contrast cu baza de sprijin mai urbană a partidelor liberal-conservatoare. În Europa, majoritatea adoptă anumite forme de euroscepticism. Majoritatea partidelor conservatoare din Europa Centrală și de Est postcomunistă din 1989 au fost național-conservatoare.

## Ideologie

### Politici sociale
Partidele național-conservatoare sunt „tradiționale din punct de vedere social”, și sprijină familia tradițională și stabilitatea socială. Potrivit politologului austriac Sieglinde Rosenberger, „conservatorismul național laudă familia ca o casă și un centru de identitate, solidaritate și tradiție”. Mulți național-conservatori sunt astfel social-conservatori, precum și în favoarea limitării imigrației și adoptării unor politici stricte de legi și ordine.

### Politici economice
Partidele național-conservatoare din diferite țări nu împărtășesc neapărat o poziție comună cu privire la politica economică: opiniile lor pot varia de la susținerea unei economii planificate la o economie mixtă centristă până la o abordare laissez-faire. În primul caz mai frecvent, național-conservatorii se pot distinge de conservatorii liberali, pentru care politicile economice de piață liberă, dereglementarea și cheltuielile restrânse sunt principalele priorități. Unii comentatori au identificat într-adevăr un decalaj în creștere între conservatorismul liberal, național și cel economic: „Majoritatea partidelor de dreapta [astăzi] sunt conduse de conservatori liberali economic care, în diferite grade, au marginalizat conservatorii sociali, culturali și naționali.” 